# Kleobule (Gattin des Aleos)
Kleobule (altgriechisch Κλεοβούλη Kleoboúlē) ist eine Frauengestalt der Griechischen Mythologie.
Kleobule war die Gattin des Aleos, des Königs der arkadischen Stadt Tegea. Sie gebar ihrem Gemahl die späteren Argonauten Kepheus und Amphidamas. Laut anderer Überlieferung hieß die Gattin des Aleos stattdessen Neaira, die eine Tochter des Pereus war.